# STS-41-G
STS 41-G fue la misión número 13 del programa STS y el sexto vuelo del transbordador Challenger. La misión fue la primera de los transbordadores en llevar a siete miembros al espacio, además fue también la primera en llevar una cámara IMAX para documentar el vuelo y fue la segunda misión en aterrizar en el Centro Espacial Kennedy.

## Tripulación
- Robert L. Crippen (4) - Comandante
- Jon A. McBride (1) - Piloto
- Kathryn D. Sullivan (1) - Especialista de misión
- Sally Ride (2) - Especialista de misión
- David C. Leestma (1) - Especialista de misión
- Marc Garneau (1) - Especialista de carga -
- Paul D. Scully-Power (1) - Especialista de carga

Entre paréntesis número de vuelos realizados incluido el STS-41-G. 

## Parámetros de la misión
- Masa:
  - Orbitador al despegue: 110,127 kg
  - Orbitador al aterrizaje: 91,744 kg
  - Carga: 10,643 kg
- Perigeo: 350 km
- Apogeo: 390 km
- Inclinación: 51.7°
- Periodo: 92 min